# Seven Lakes
Seven Lakes – jednostka osadnicza w Stanach Zjednoczonych, w stanie Karolina Północna, w hrabstwie Moore.